# Jack Money Bean
Jack Money Bean (stilizzato come jack money bean) è un singolo del rapper canadese bbno$ e dei rapper statunitensi Yung Gravy e Lentra, pubblicato il 14 agosto 2020 come terzo estratto dal quinto album in studio Good Luck Have Fun.

## Tracce
1. Jack Money Bean – 2:33